# Liste des députés allemands de la république de Weimar (4e législature)
Les députés de le quatrième législature de la république de Weimar sont les députés du Reichstag élus lors des élections législatives allemandes de 1928 pour la période 1928-1930.

## Liste des députés
| Land                                                                    | Circonscription                   | Élu                                                                | Parti | Parti |
| ----------------------------------------------------------------------- | --------------------------------- | ------------------------------------------------------------------ | ----- | ----- |
| État libre de Prusse                                                    | 01 (Prusse-Orientale)             | Hermann Schulz                                                     |       | SPD   |
| État libre de Prusse                                                    | 01 (Prusse-Orientale)             | Carl Jäcker                                                        |       | SPD   |
| État libre de Prusse                                                    | 01 (Prusse-Orientale)             | Josef Lübbring                                                     |       | SPD   |
| État libre de Prusse                                                    | 01 (Prusse-Orientale)             | Werner Lufft                                                       |       | SPD   |
| État libre de Prusse                                                    | 01 (Prusse-Orientale)             | Botho-Wendt zu Eulenburg                                           |       | DNVP  |
| État libre de Prusse                                                    | 01 (Prusse-Orientale)             | Franz Behrens                                                      |       | DNVP  |
| État libre de Prusse                                                    | 01 (Prusse-Orientale)             | Dietrich Preyer                                                    |       | DNVP  |
| État libre de Prusse                                                    | 01 (Prusse-Orientale)             | Wilhelm Mönke                                                      |       | DNVP  |
| État libre de Prusse                                                    | 01 (Prusse-Orientale)             | Georg Gottheiner                                                   |       | DNVP  |
| État libre de Prusse                                                    | 01 (Prusse-Orientale)             | Hugo Neumann                                                       |       | ZEN   |
| État libre de Prusse                                                    | 01 (Prusse-Orientale)             | Hans Kollwitz                                                      |       | KPD   |
| État libre de Prusse                                                    | 02 (Berlin)                       | Arthur Crispien                                                    |       | SPD   |
| État libre de Prusse                                                    | 02 (Berlin)                       | Hugo Heimann                                                       |       | SPD   |
| État libre de Prusse                                                    | 02 (Berlin)                       | Clara Bohm-Schuch                                                  |       | SPD   |
| État libre de Prusse                                                    | 02 (Berlin)                       | Siegfried Aufhäuser                                                |       | SPD   |
| État libre de Prusse                                                    | 02 (Berlin)                       | Julius Moses                                                       |       | SPD   |
| État libre de Prusse                                                    | 02 (Berlin)                       | Karl Litke                                                         |       | SPD   |
| État libre de Prusse                                                    | 02 (Berlin)                       | Wilhelm Laverrenz                                                  |       | DNVP  |
| État libre de Prusse                                                    | 02 (Berlin)                       | Emil Berndt                                                        |       | DNVP  |
| État libre de Prusse                                                    | 02 (Berlin)                       | Robert Hampe                                                       |       | DNVP  |
| État libre de Prusse                                                    | 02 (Berlin)                       | Richard Schönborn                                                  |       | ZEN   |
| État libre de Prusse                                                    | 02 (Berlin)                       | Hans von Raumer                                                    |       | DVP   |
| État libre de Prusse                                                    | 02 (Berlin)                       | Wilhelm Pieck                                                      |       | KPD   |
| État libre de Prusse                                                    | 02 (Berlin)                       | Ernst Torgler                                                      |       | KPD   |
| État libre de Prusse                                                    | 02 (Berlin)                       | Martha Arendsee                                                    |       | KPD   |
| État libre de Prusse                                                    | 02 (Berlin)                       | Wilhelm Hein                                                       |       | KPD   |
| État libre de Prusse                                                    | 02 (Berlin)                       | Wilhelm Repschläger                                                |       | KPD   |
| État libre de Prusse                                                    | 02 (Berlin)                       | Erich Koch                                                         |       | DDP   |
| État libre de Prusse                                                    | 03 (Potsdam II)                   | Franz Künstler                                                     |       | SPD   |
| État libre de Prusse                                                    | 03 (Potsdam II)                   | Kurt Löwenstein                                                    |       | SPD   |
| État libre de Prusse                                                    | 03 (Potsdam II)                   | Kurt Heinig                                                        |       | SPD   |
| État libre de Prusse                                                    | 03 (Potsdam II)                   | Marie Kunert                                                       |       | SPD   |
| État libre de Prusse                                                    | 03 (Potsdam II)                   | Georg Wendt                                                        |       | SPD   |
| État libre de Prusse                                                    | 03 (Potsdam II)                   | Kuno von Westarp                                                   |       | DNVP  |
| État libre de Prusse                                                    | 03 (Potsdam II)                   | Annagrete Lehmann                                                  |       | DNVP  |
| État libre de Prusse                                                    | 03 (Potsdam II)                   | Wilhelm Ohler                                                      |       | DNVP  |
| État libre de Prusse                                                    | 03 (Potsdam II)                   | Siegfried von Kardorff                                             |       | DVP   |
| État libre de Prusse                                                    | 03 (Potsdam II)                   | Arthur Ewert                                                       |       | KPD   |
| État libre de Prusse                                                    | 03 (Potsdam II)                   | Franz Dahlem                                                       |       | KPD   |
| État libre de Prusse                                                    | 03 (Potsdam II)                   | Theodor Beutling                                                   |       | KPD   |
| État libre de Prusse                                                    | 03 (Potsdam II)                   | Oscar Meyer                                                        |       | DDP   |
| État libre de Prusse                                                    | 03 (Potsdam II)                   | Otto Colosser                                                      |       | WP    |
| État libre de Prusse                                                    | 04 (Potsdam I)                    | Rudolf Wissell                                                     |       | SPD   |
| État libre de Prusse                                                    | 04 (Potsdam I)                    | Rudolf Breitscheid                                                 |       | SPD   |
| État libre de Prusse                                                    | 04 (Potsdam I)                    | Marie Juchacz                                                      |       | SPD   |
| État libre de Prusse                                                    | 04 (Potsdam I)                    | Hermann Müller                                                     |       | SPD   |
| État libre de Prusse                                                    | 04 (Potsdam I)                    | Wilhelm Staab                                                      |       | SPD   |
| État libre de Prusse                                                    | 04 (Potsdam I)                    | Friedrich Ebert junior                                             |       | SPD   |
| État libre de Prusse                                                    | 04 (Potsdam I)                    | Walter Stubbendorff                                                |       | DNVP  |
| État libre de Prusse                                                    | 04 (Potsdam I)                    | Karl Steiniger                                                     |       | DNVP  |
| État libre de Prusse                                                    | 04 (Potsdam I)                    | Hermann Staffehl                                                   |       | DNVP  |
| État libre de Prusse                                                    | 04 (Potsdam I)                    | Heinrich Schnee                                                    |       | DVP   |
| État libre de Prusse                                                    | 04 (Potsdam I)                    | Hans Pfeiffer                                                      |       | KPD   |
| État libre de Prusse                                                    | 04 (Potsdam I)                    | Georg Kaßler                                                       |       | KPD   |
| État libre de Prusse                                                    | 04 (Potsdam I)                    | Georg Bernhard                                                     |       | DDP   |
| État libre de Prusse                                                    | 04 (Potsdam I)                    | Franz Holzamer                                                     |       | WP    |
| État libre de Prusse                                                    | 05 (Francfort)                    | Otto Wels                                                          |       | SPD   |
| État libre de Prusse                                                    | 05 (Francfort)                    | Oswald Schumann                                                    |       | SPD   |
| État libre de Prusse                                                    | 05 (Francfort)                    | Franz Kotzke                                                       |       | SPD   |
| État libre de Prusse                                                    | 05 (Francfort)                    | Ernst Heilmann                                                     |       | SPD   |
| État libre de Prusse                                                    | 05 (Francfort)                    | Walter von Keudell                                                 |       | DNVP  |
| État libre de Prusse                                                    | 05 (Francfort)                    | Wilhelm Bruhn                                                      |       | DNVP  |
| État libre de Prusse                                                    | 05 (Francfort)                    | Kurt Wege                                                          |       | DNVP  |
| État libre de Prusse                                                    | 05 (Francfort)                    | Hans von Troilo                                                    |       | DNVP  |
| État libre de Prusse                                                    | 05 (Francfort)                    | Brunislaus Warnke                                                  |       | ZEN   |
| État libre de Prusse                                                    | 05 (Francfort)                    | Curt Hoff                                                          |       | DVP   |
| État libre de Prusse                                                    | 05 (Francfort)                    | Paul Papke                                                         |       | KPD   |
| État libre de Prusse                                                    | 06 (Poméranie)                    | Gustav Schumann                                                    |       | SPD   |
| État libre de Prusse                                                    | 06 (Poméranie)                    | Otto Friedrich Passehl                                             |       | SPD   |
| État libre de Prusse                                                    | 06 (Poméranie)                    | Georg Schmidt                                                      |       | SPD   |
| État libre de Prusse                                                    | 06 (Poméranie)                    | Albert Bülow                                                       |       | SPD   |
| État libre de Prusse                                                    | 06 (Poméranie)                    | Hans Schlange                                                      |       | DNVP  |
| État libre de Prusse                                                    | 06 (Poméranie)                    | Ernst Mentzel                                                      |       | DNVP  |
| État libre de Prusse                                                    | 06 (Poméranie)                    | Willy Jandrey                                                      |       | DNVP  |
| État libre de Prusse                                                    | 06 (Poméranie)                    | Johannes Wolf                                                      |       | DNVP  |
| État libre de Prusse                                                    | 06 (Poméranie)                    | Georg Schultz                                                      |       | DNVP  |
| État libre de Prusse                                                    | 06 (Poméranie)                    | Otto Schmidt                                                       |       | DNVP  |
| État libre de Prusse                                                    | 06 (Poméranie)                    | Fritz Mittelmann                                                   |       | DVP   |
| État libre de Prusse                                                    | 06 (Poméranie)                    | Max Strötzel                                                       |       | KPD   |
| État libre de Prusse                                                    | 06 (Poméranie)                    | Carl Freybe                                                        |       | WP    |
| État libre de Prusse                                                    | 07 (Breslau)                      | Paul Löbe                                                          |       | SPD   |
| État libre de Prusse                                                    | 07 (Breslau)                      | Franz Feldmann                                                     |       | SPD   |
| État libre de Prusse                                                    | 07 (Breslau)                      | Carl Wendemuth                                                     |       | SPD   |
| État libre de Prusse                                                    | 07 (Breslau)                      | Karl Mache                                                         |       | SPD   |
| État libre de Prusse                                                    | 07 (Breslau)                      | Maria Ansorge                                                      |       | SPD   |
| État libre de Prusse                                                    | 07 (Breslau)                      | Max Seppel                                                         |       | SPD   |
| État libre de Prusse                                                    | 07 (Breslau)                      | Prätorius von Richthofen                                           |       | DNVP  |
| État libre de Prusse                                                    | 07 (Breslau)                      | Gustav Hülser                                                      |       | DNVP  |
| État libre de Prusse                                                    | 07 (Breslau)                      | Axel von Freytagh-Loringhoven                                      |       | DNVP  |
| État libre de Prusse                                                    | 07 (Breslau)                      | Paul Lejeune-Jung                                                  |       | DNVP  |
| État libre de Prusse                                                    | 07 (Breslau)                      | Heinrich Brüning                                                   |       | ZEN   |
| État libre de Prusse                                                    | 07 (Breslau)                      | Ludwig Perlitius                                                   |       | ZEN   |
| État libre de Prusse                                                    | 07 (Breslau)                      | Werner von Rheinbaben                                              |       | DVP   |
| État libre de Prusse                                                    | 07 (Breslau)                      | Ottomar Geschke                                                    |       | KPD   |
| État libre de Prusse                                                    | 08 (Liegnitz)                     | Paul Taubadel                                                      |       | SPD   |
| État libre de Prusse                                                    | 08 (Liegnitz)                     | Otto Buchwitz                                                      |       | SPD   |
| État libre de Prusse                                                    | 08 (Liegnitz)                     | Anna Nemitz                                                        |       | SPD   |
| État libre de Prusse                                                    | 08 (Liegnitz)                     | Emil Girbig                                                        |       | SPD   |
| État libre de Prusse                                                    | 08 (Liegnitz)                     | Oskar Hergt                                                        |       | DNVP  |
| État libre de Prusse                                                    | 08 (Liegnitz)                     | Hermann Schröter                                                   |       | DNVP  |
| État libre de Prusse                                                    | 08 (Liegnitz)                     | Heinrich Wilkens                                                   |       | ZEN   |
| État libre de Prusse                                                    | 08 (Liegnitz)                     | Heinrich Rönneburg                                                 |       | DDP   |
| État libre de Prusse                                                    | 08 (Liegnitz)                     | Gotthard Sachsenberg                                               |       | WP    |
| État libre de Prusse                                                    | 09 (Oppeln)                       | Johannes Stelling                                                  |       | SPD   |
| État libre de Prusse                                                    | 09 (Oppeln)                       | Edgar Wolf                                                         |       | DNVP  |
| État libre de Prusse                                                    | 09 (Oppeln)                       | Carl Ulitzka                                                       |       | ZEN   |
| État libre de Prusse                                                    | 09 (Oppeln)                       | Franz Ehrhardt                                                     |       | ZEN   |
| État libre de Prusse                                                    | 09 (Oppeln)                       | Adalbert Beck                                                      |       | ZEN   |
| État libre de Prusse                                                    | 09 (Oppeln)                       | Heinrich Hartwig                                                   |       | ZEN   |
| État libre de Prusse                                                    | 09 (Oppeln)                       | Anton Jadasch                                                      |       | KPD   |
| État libre de Prusse                                                    | 10 (Magdebourg)                   | Ferdinand Bender                                                   |       | SPD   |
| État libre de Prusse                                                    | 10 (Magdebourg)                   | Hermann Beims                                                      |       | SPD   |
| État libre de Prusse                                                    | 10 (Magdebourg)                   | Paul Bader                                                         |       | SPD   |
| État libre de Prusse                                                    | 10 (Magdebourg)                   | Marie Arning                                                       |       | SPD   |
| État libre de Prusse                                                    | 10 (Magdebourg)                   | Gustav Ferl                                                        |       | SPD   |
| État libre de Prusse                                                    | 10 (Magdebourg)                   | Heinrich Pëus                                                      |       | SPD   |
| État libre de Prusse                                                    | 10 (Magdebourg)                   | Martin Schiele                                                     |       | DNVP  |
| État libre de Prusse                                                    | 10 (Magdebourg)                   | Carl Rieseberg                                                     |       | DNVP  |
| État libre de Prusse                                                    | 10 (Magdebourg)                   | Walther Kulenkampff                                                |       | DVP   |
| État libre de Prusse                                                    | 10 (Magdebourg)                   | Albert de Stolberg-Wernigerode                                     |       | DVP   |
| État libre de Prusse                                                    | 10 (Magdebourg)                   | Fritz Heckert                                                      |       | KPD   |
| État libre de Prusse                                                    | 10 (Magdebourg)                   | Hermann Hummel                                                     |       | DDP   |
| État libre de Prusse                                                    | 10 (Magdebourg)                   | Wilhelm François                                                   |       | WP    |
| État libre de Prusse                                                    | 11 (Mersebourg)                   | Paul Hertz                                                         |       | SPD   |
| État libre de Prusse                                                    | 11 (Mersebourg)                   | Richard Krüger                                                     |       | SPD   |
| État libre de Prusse                                                    | 11 (Mersebourg)                   | Franz Peters                                                       |       | SPD   |
| État libre de Prusse                                                    | 11 (Mersebourg)                   | Emil Hemeter                                                       |       | DNVP  |
| État libre de Prusse                                                    | 11 (Mersebourg)                   | Bernhard Leopold                                                   |       | DNVP  |
| État libre de Prusse                                                    | 11 (Mersebourg)                   | Carl Cremer                                                        |       | DVP   |
| État libre de Prusse                                                    | 11 (Mersebourg)                   | Wilhelm Koenen                                                     |       | KPD   |
| État libre de Prusse                                                    | 11 (Mersebourg)                   | Hermann Schröter                                                   |       | KPD   |
| État libre de Prusse                                                    | 11 (Mersebourg)                   | Heinrich Schmitt                                                   |       | KPD   |
| Land de Thuringe                                                        | 12 (Thuringe)                     | Wilhelm Bock                                                       |       | SPD   |
| Land de Thuringe                                                        | 12 (Thuringe)                     | Kurt Rosenfeld                                                     |       | SPD   |
| Land de Thuringe                                                        | 12 (Thuringe)                     | August Frölich                                                     |       | SPD   |
| Land de Thuringe                                                        | 12 (Thuringe)                     | Mathilde Wurm                                                      |       | SPD   |
| Land de Thuringe                                                        | 12 (Thuringe)                     | Georg Dietrich                                                     |       | SPD   |
| Land de Thuringe                                                        | 12 (Thuringe)                     | Karl Hermann                                                       |       | SPD   |
| Land de Thuringe                                                        | 12 (Thuringe)                     | Walther Graef                                                      |       | DNVP  |
| Land de Thuringe                                                        | 12 (Thuringe)                     | Wilhelm Marx                                                       |       | ZEN   |
| Land de Thuringe                                                        | 12 (Thuringe)                     | Richard Leutheußer                                                 |       | DVP   |
| Land de Thuringe                                                        | 12 (Thuringe)                     | Friedrich Pfeffer                                                  |       | DVP   |
| Land de Thuringe                                                        | 12 (Thuringe)                     | Emil Höllein                                                       |       | KPD   |
| Land de Thuringe                                                        | 12 (Thuringe)                     | Paul Dietrich                                                      |       | KPD   |
| Land de Thuringe                                                        | 12 (Thuringe)                     | Ludwig Haas                                                        |       | DDP   |
| Land de Thuringe                                                        | 12 (Thuringe)                     | Johannes Dunkel                                                    |       | WP    |
| Land de Thuringe                                                        | 12 (Thuringe)                     | Franz Stöhr                                                        |       | NSDAP |
| Land de Thuringe                                                        | 12 (Thuringe)                     | Friedrich Döbrich                                                  |       | CNBL  |
| Land de Thuringe                                                        | 12 (Thuringe)                     | Franz Hänse                                                        |       | CNBL  |
| État libre de Prusse                                                    | 13 (Schleswig-Holstein)           | Louise Schroeder                                                   |       | SPD   |
| État libre de Prusse                                                    | 13 (Schleswig-Holstein)           | Otto Eggerstedt                                                    |       | SPD   |
| État libre de Prusse                                                    | 13 (Schleswig-Holstein)           | Max Richter                                                        |       | SPD   |
| État libre de Prusse                                                    | 13 (Schleswig-Holstein)           | Louis Biester                                                      |       | SPD   |
| État libre de Prusse                                                    | 13 (Schleswig-Holstein)           | Ernst Oberfohren                                                   |       | DNVP  |
| État libre de Prusse                                                    | 13 (Schleswig-Holstein)           | Heinrich Gerns                                                     |       | DNVP  |
| État libre de Prusse                                                    | 13 (Schleswig-Holstein)           | Max Soth                                                           |       | DNVP  |
| État libre de Prusse                                                    | 13 (Schleswig-Holstein)           | Heinrich Runkel                                                    |       | DVP   |
| État libre de Prusse                                                    | 13 (Schleswig-Holstein)           | Ernst Hamkens                                                      |       | DVP   |
| État libre de Prusse                                                    | 13 (Schleswig-Holstein)           | Max Maddalena                                                      |       | KPD   |
| État libre de Prusse                                                    | 13 (Schleswig-Holstein)           | Theodor Tantzen le Jeune                                           |       | DDP   |
| État libre de Prusse                                                    | 14 (Weser-Ems)                    | Alfred Henke                                                       |       | SPD   |
| État libre de Prusse                                                    | 14 (Weser-Ems)                    | Oskar Hünlich                                                      |       | SPD   |
| État libre de Prusse                                                    | 14 (Weser-Ems)                    | Hermann Tempel                                                     |       | SPD   |
| État libre de Prusse                                                    | 14 (Weser-Ems)                    | Dirk Agena                                                         |       | DNVP  |
| État libre de Prusse                                                    | 14 (Weser-Ems)                    | Heinrich Brauns                                                    |       | ZEN   |
| État libre de Prusse                                                    | 14 (Weser-Ems)                    | Johannes Drees                                                     |       | ZEN   |
| État libre de Prusse                                                    | 14 (Weser-Ems)                    | Ernst Hintzmann                                                    |       | DVP   |
| État libre de Prusse                                                    | 14 (Weser-Ems)                    | Gustav Ehlermann                                                   |       | DDP   |
| État libre de Prusse                                                    | 15 (Hanovre-Oriental)             | Friedrich Peine                                                    |       | SPD   |
| État libre de Prusse                                                    | 15 (Hanovre-Oriental)             | Friedrich Nowack                                                   |       | SPD   |
| État libre de Prusse                                                    | 15 (Hanovre-Oriental)             | Adele Schreiber-Krieger                                            |       | SPD   |
| État libre de Prusse                                                    | 15 (Hanovre-Oriental)             | Otto Schmidt-Hannover                                              |       | DNVP  |
| État libre de Prusse                                                    | 15 (Hanovre-Oriental)             | Heinrich Beythien                                                  |       | DVP   |
| État libre de Prusse                                                    | 15 (Hanovre-Oriental)             | Willi Neddenriep                                                   |       | CNBL  |
| État libre de Prusse                                                    | 15 (Hanovre-Oriental)             | August Arteldt                                                     |       | DHP   |
| État libre de Prusse                                                    | 15 (Hanovre-Oriental)             | Ludwig Alpers                                                      |       | DHP   |
| État libre de Prusse                                                    | 16 (Hanovre-du-Sud-Brunswick)     | August Brey                                                        |       | SPD   |
| État libre de Prusse                                                    | 16 (Hanovre-du-Sud-Brunswick)     | Otto Grotewohl                                                     |       | SPD   |
| État libre de Prusse                                                    | 16 (Hanovre-du-Sud-Brunswick)     | Maria Reese                                                        |       | SPD   |
| État libre de Prusse                                                    | 16 (Hanovre-du-Sud-Brunswick)     | August Karsten                                                     |       | SPD   |
| État libre de Prusse                                                    | 16 (Hanovre-du-Sud-Brunswick)     | Joseph Schaffner                                                   |       | SPD   |
| État libre de Prusse                                                    | 16 (Hanovre-du-Sud-Brunswick)     | Paul Junke                                                         |       | SPD   |
| État libre de Prusse                                                    | 16 (Hanovre-du-Sud-Brunswick)     | Richard Schiller                                                   |       | SPD   |
| État libre de Prusse                                                    | 16 (Hanovre-du-Sud-Brunswick)     | Heinrich Richter                                                   |       | SPD   |
| État libre de Prusse                                                    | 16 (Hanovre-du-Sud-Brunswick)     | Erich Wienbeck                                                     |       | DNVP  |
| État libre de Prusse                                                    | 16 (Hanovre-du-Sud-Brunswick)     | Helmuth Albrecht                                                   |       | DVP   |
| État libre de Prusse                                                    | 16 (Hanovre-du-Sud-Brunswick)     | Friedrich Cramm                                                    |       | DVP   |
| État libre de Prusse                                                    | 16 (Hanovre-du-Sud-Brunswick)     | Josef Miller                                                       |       | KPD   |
| État libre de Prusse                                                    | 16 (Hanovre-du-Sud-Brunswick)     | Werner Willikens                                                   |       | NSDAP |
| État libre de Prusse                                                    | 16 (Hanovre-du-Sud-Brunswick)     | Adolf von Hammerstein-Loxten                                       |       | DHP   |
| État libre de Prusse                                                    | 17 (Westphalie-du-Nord)           | Carl Severing                                                      |       | SPD   |
| État libre de Prusse                                                    | 17 (Westphalie-du-Nord)           | Carl Schreck                                                       |       | SPD   |
| État libre de Prusse                                                    | 17 (Westphalie-du-Nord)           | Alfred Janschek                                                    |       | SPD   |
| État libre de Prusse                                                    | 17 (Westphalie-du-Nord)           | Wilhelm Schlüter                                                   |       | SPD   |
| État libre de Prusse                                                    | 17 (Westphalie-du-Nord)           | Alfred Hugenberg                                                   |       | DNVP  |
| État libre de Prusse                                                    | 17 (Westphalie-du-Nord)           | Gottfried Treviranus                                               |       | DNVP  |
| État libre de Prusse                                                    | 17 (Westphalie-du-Nord)           | Carl Herold                                                        |       | ZEN   |
| État libre de Prusse                                                    | 17 (Westphalie-du-Nord)           | Adam Stegerwald                                                    |       | ZEN   |
| État libre de Prusse                                                    | 17 (Westphalie-du-Nord)           | Georg Schreiber                                                    |       | ZEN   |
| État libre de Prusse                                                    | 17 (Westphalie-du-Nord)           | Franz Bielefeld                                                    |       | ZEN   |
| État libre de Prusse                                                    | 17 (Westphalie-du-Nord)           | Franz Bornefeld-Ettmann                                            |       | ZEN   |
| État libre de Prusse                                                    | 17 (Westphalie-du-Nord)           | Franz Riesener                                                     |       | ZEN   |
| État libre de Prusse                                                    | 17 (Westphalie-du-Nord)           | Otto Hugo                                                          |       | DVP   |
| État libre de Prusse                                                    | 17 (Westphalie-du-Nord)           | Peter Maslowski                                                    |       | KPD   |
| État libre de Prusse                                                    | 17 (Westphalie-du-Nord)           | Artur Vogt                                                         |       | KPD   |
| État libre de Prusse                                                    | 17 (Westphalie-du-Nord)           | Heinrich Hömberg                                                   |       | WP    |
| État libre de Prusse                                                    | 18 (Westphalie-du-Sud)            | Robert Schmidt                                                     |       | SPD   |
| État libre de Prusse                                                    | 18 (Westphalie-du-Sud)            | Friedrich Ernst Husemann                                           |       | SPD   |
| État libre de Prusse                                                    | 18 (Westphalie-du-Sud)            | Berta Schulz                                                       |       | SPD   |
| État libre de Prusse                                                    | 18 (Westphalie-du-Sud)            | Konrad Ludwig                                                      |       | SPD   |
| État libre de Prusse                                                    | 18 (Westphalie-du-Sud)            | Alwin Brandes                                                      |       | SPD   |
| État libre de Prusse                                                    | 18 (Westphalie-du-Sud)            | Karl Spiegel                                                       |       | SPD   |
| État libre de Prusse                                                    | 18 (Westphalie-du-Sud)            | Reinhard Mumm                                                      |       | DNVP  |
| État libre de Prusse                                                    | 18 (Westphalie-du-Sud)            | Otto Rippel                                                        |       | DNVP  |
| État libre de Prusse                                                    | 18 (Westphalie-du-Sud)            | Heinrich Imbusch                                                   |       | ZEN   |
| État libre de Prusse                                                    | 18 (Westphalie-du-Sud)            | Paul Schulz-Gahmen                                                 |       | ZEN   |
| État libre de Prusse                                                    | 18 (Westphalie-du-Sud)            | Johannes Becker                                                    |       | ZEN   |
| État libre de Prusse                                                    | 18 (Westphalie-du-Sud)            | Agnes Neuhaus                                                      |       | ZEN   |
| État libre de Prusse                                                    | 18 (Westphalie-du-Sud)            | Hans Nientimp                                                      |       | ZEN   |
| État libre de Prusse                                                    | 18 (Westphalie-du-Sud)            | August Winnefeld                                                   |       | DVP   |
| État libre de Prusse                                                    | 18 (Westphalie-du-Sud)            | Adolf Hueck                                                        |       | DVP   |
| État libre de Prusse                                                    | 18 (Westphalie-du-Sud)            | Wilhelm Florin                                                     |       | KPD   |
| État libre de Prusse                                                    | 18 (Westphalie-du-Sud)            | Walter Ulbricht                                                    |       | KPD   |
| État libre de Prusse                                                    | 18 (Westphalie-du-Sud)            | Paul Ziegler                                                       |       | DDP   |
| État libre de Prusse                                                    | 18 (Westphalie-du-Sud)            | Wilhelm Lünenschloß                                                |       | WP    |
| État libre de Prusse                                                    | 19 (Hesse-Nassau)                 | Philipp Scheidemann                                                |       | SPD   |
| État libre de Prusse                                                    | 19 (Hesse-Nassau)                 | Franz Metz                                                         |       | SPD   |
| État libre de Prusse                                                    | 19 (Hesse-Nassau)                 | Heinrich Becker                                                    |       | SPD   |
| État libre de Prusse                                                    | 19 (Hesse-Nassau)                 | Michael Schnabrich                                                 |       | SPD   |
| État libre de Prusse                                                    | 19 (Hesse-Nassau)                 | Conrad Broßwitz                                                    |       | SPD   |
| État libre de Prusse                                                    | 19 (Hesse-Nassau)                 | Otto Witte                                                         |       | SPD   |
| État libre de Prusse                                                    | 19 (Hesse-Nassau)                 | Hans-Erdmann von Lindeiner-Wildau                                  |       | DNVP  |
| État libre de Prusse                                                    | 19 (Hesse-Nassau)                 | Friedrich Dessauer                                                 |       | ZEN   |
| État libre de Prusse                                                    | 19 (Hesse-Nassau)                 | August Crone-Münzebrock                                            |       | ZEN   |
| État libre de Prusse                                                    | 19 (Hesse-Nassau)                 | Jean Albert Schwarz                                                |       | ZEN   |
| État libre de Prusse                                                    | 19 (Hesse-Nassau)                 | Wilhelm Kalle                                                      |       | DVP   |
| État libre de Prusse                                                    | 19 (Hesse-Nassau)                 | Christian Günther                                                  |       | DVP   |
| État libre de Prusse                                                    | 19 (Hesse-Nassau)                 | Wilhelm Münzenberg                                                 |       | KPD   |
| État libre de Prusse                                                    | 19 (Hesse-Nassau)                 | Peter Reinhold                                                     |       | DDP   |
| État libre de Prusse                                                    | 19 (Hesse-Nassau)                 | Karl Hepp                                                          |       | CNBL  |
| État libre de Prusse                                                    | 20 (Aix-la-Chapelle-Cologne)      | Wilhelm Sollmann                                                   |       | SPD   |
| État libre de Prusse                                                    | 20 (Aix-la-Chapelle-Cologne)      | Luise Schiffgens                                                   |       | SPD   |
| État libre de Prusse                                                    | 20 (Aix-la-Chapelle-Cologne)      | Hans Böckler                                                       |       | SPD   |
| État libre de Prusse                                                    | 20 (Aix-la-Chapelle-Cologne)      | Max Wallraf                                                        |       | DNVP  |
| État libre de Prusse                                                    | 20 (Aix-la-Chapelle-Cologne)      | Joseph Joos                                                        |       | ZEN   |
| État libre de Prusse                                                    | 20 (Aix-la-Chapelle-Cologne)      | Christine Teusch                                                   |       | ZEN   |
| État libre de Prusse                                                    | 20 (Aix-la-Chapelle-Cologne)      | Andreas Hermes                                                     |       | ZEN   |
| État libre de Prusse                                                    | 20 (Aix-la-Chapelle-Cologne)      | Thomas Eßer                                                        |       | ZEN   |
| État libre de Prusse                                                    | 20 (Aix-la-Chapelle-Cologne)      | Josef Sinn                                                         |       | ZEN   |
| État libre de Prusse                                                    | 20 (Aix-la-Chapelle-Cologne)      | Otto Gerig                                                         |       | ZEN   |
| État libre de Prusse                                                    | 20 (Aix-la-Chapelle-Cologne)      | Paul Moldenhauer                                                   |       | DVP   |
| État libre de Prusse                                                    | 20 (Aix-la-Chapelle-Cologne)      | Walter Stoecker                                                    |       | KPD   |
| État libre de Prusse                                                    | 20 (Aix-la-Chapelle-Cologne)      | Jakob Dautzenberg                                                  |       | KPD   |
| État libre de Prusse                                                    | 21 (Coblence-Trèves)              | Emil Kirschmann                                                    |       | SPD   |
| État libre de Prusse                                                    | 21 (Coblence-Trèves)              | Ludwig Kaas                                                        |       | ZEN   |
| État libre de Prusse                                                    | 21 (Coblence-Trèves)              | Theodor von Guérard                                                |       | ZEN   |
| État libre de Prusse                                                    | 21 (Coblence-Trèves)              | Matthias Neyses                                                    |       | ZEN   |
| État libre de Prusse                                                    | 21 (Coblence-Trèves)              | Peter Tremmel                                                      |       | ZEN   |
| État libre de Prusse                                                    | 21 (Coblence-Trèves)              | Peter Kerp                                                         |       | ZEN   |
| État libre de Prusse                                                    | 22 (Düsseldorf-Est)               | Heinrich Limbertz                                                  |       | SPD   |
| État libre de Prusse                                                    | 22 (Düsseldorf-Est)               | Lore Agnes                                                         |       | SPD   |
| État libre de Prusse                                                    | 22 (Düsseldorf-Est)               | Paul Gerlach                                                       |       | SPD   |
| État libre de Prusse                                                    | 22 (Düsseldorf-Est)               | Wilhelm Koch                                                       |       | DNVP  |
| État libre de Prusse                                                    | 22 (Düsseldorf-Est)               | Jakob Wilhelm Reichert                                             |       | DNVP  |
| État libre de Prusse                                                    | 22 (Düsseldorf-Est)               | Johannes Giesberts                                                 |       | ZEN   |
| État libre de Prusse                                                    | 22 (Düsseldorf-Est)               | Peter Schlack                                                      |       | ZEN   |
| État libre de Prusse                                                    | 22 (Düsseldorf-Est)               | Helene Weber                                                       |       | ZEN   |
| État libre de Prusse                                                    | 22 (Düsseldorf-Est)               | Carl Christian Schmid                                              |       | DVP   |
| État libre de Prusse                                                    | 22 (Düsseldorf-Est)               | Philipp Dengel                                                     |       | KPD   |
| État libre de Prusse                                                    | 22 (Düsseldorf-Est)               | Theodor Neubauer                                                   |       | KPD   |
| État libre de Prusse                                                    | 22 (Düsseldorf-Est)               | Helene Overlach                                                    |       | KPD   |
| État libre de Prusse                                                    | 22 (Düsseldorf-Est)               | Julius Adler                                                       |       | KPD   |
| État libre de Prusse                                                    | 22 (Düsseldorf-Est)               | Johann Viktor Bredt                                                |       | WP    |
| État libre de Prusse                                                    | 23 (Düsseldorf-Ouest)             | Otto Braun                                                         |       | SPD   |
| État libre de Prusse                                                    | 23 (Düsseldorf-Ouest)             | Johannes Thabor                                                    |       | SPD   |
| État libre de Prusse                                                    | 23 (Düsseldorf-Ouest)             | Gottfried von Dryander                                             |       | DNVP  |
| État libre de Prusse                                                    | 23 (Düsseldorf-Ouest)             | Johannes Bell                                                      |       | ZEN   |
| État libre de Prusse                                                    | 23 (Düsseldorf-Ouest)             | Franz Wieber                                                       |       | ZEN   |
| État libre de Prusse                                                    | 23 (Düsseldorf-Ouest)             | Johannes Blum                                                      |       | ZEN   |
| État libre de Prusse                                                    | 23 (Düsseldorf-Ouest)             | Georg Nauheim                                                      |       | ZEN   |
| État libre de Prusse                                                    | 23 (Düsseldorf-Ouest)             | Heinrich Fahrenbrach                                               |       | ZEN   |
| État libre de Prusse                                                    | 23 (Düsseldorf-Ouest)             | Erich von Gilsa                                                    |       | DVP   |
| État libre de Prusse                                                    | 23 (Düsseldorf-Ouest)             | Adolf Ende                                                         |       | KPD   |
| État libre de Prusse                                                    | 23 (Düsseldorf-Ouest)             | Mathias Thesen                                                     |       | KPD   |
| Bavière                                                                 | 24 (Haute-Bavière-Souabe)         | Alwin Saenger (mort en février 1919 ; Otto Geiselhart lui succède) |       | SPD   |
| Bavière                                                                 | 24 (Haute-Bavière-Souabe)         | Georg Simon                                                        |       | SPD   |
| Bavière                                                                 | 24 (Haute-Bavière-Souabe)         | Hans Unterleitner                                                  |       | SPD   |
| Bavière                                                                 | 24 (Haute-Bavière-Souabe)         | Klara Weich                                                        |       | SPD   |
| Bavière                                                                 | 24 (Haute-Bavière-Souabe)         | Paul von Lettow-Vorbeck                                            |       | DNVP  |
| Bavière                                                                 | 24 (Haute-Bavière-Souabe)         | Albert Buchmann                                                    |       | KPD   |
| Bavière                                                                 | 24 (Haute-Bavière-Souabe)         | Franz Xaver Lang                                                   |       | BVP   |
| Bavière                                                                 | 24 (Haute-Bavière-Souabe)         | Hans Rauch                                                         |       | BVP   |
| Bavière                                                                 | 24 (Haute-Bavière-Souabe)         | Sebastian Diernreiter                                              |       | BVP   |
| Bavière                                                                 | 24 (Haute-Bavière-Souabe)         | Rudolf Schwarzer                                                   |       | BVP   |
| Bavière                                                                 | 24 (Haute-Bavière-Souabe)         | Martin Loibl                                                       |       | BVP   |
| Bavière                                                                 | 24 (Haute-Bavière-Souabe)         | Erich Emminger                                                     |       | BVP   |
| Bavière                                                                 | 24 (Haute-Bavière-Souabe)         | Walter Buch                                                        |       | NSDAP |
| Bavière                                                                 | 24 (Haute-Bavière-Souabe)         | Georg Eisenberger                                                  |       | BBB   |
| Bavière                                                                 | 24 (Haute-Bavière-Souabe)         | Fritz Kling                                                        |       | BBB   |
| Bavière                                                                 | 24 (Haute-Bavière-Souabe)         | Franz Haindl                                                       |       | BBB   |
| Bavière                                                                 | 25 (Basse-Bavière-Haut-Palatinat) | Antonie Pfülf                                                      |       | SPD   |
| Bavière                                                                 | 25 (Basse-Bavière-Haut-Palatinat) | Franz Gerauer                                                      |       | BVP   |
| Bavière                                                                 | 25 (Basse-Bavière-Haut-Palatinat) | Joseph Pfleger                                                     |       | BVP   |
| Bavière                                                                 | 25 (Basse-Bavière-Haut-Palatinat) | Franz Dauer                                                        |       | BVP   |
| Bavière                                                                 | 25 (Basse-Bavière-Haut-Palatinat) | Michael Horlacher                                                  |       | BVP   |
| Bavière                                                                 | 25 (Basse-Bavière-Haut-Palatinat) | Karl Gandorfer                                                     |       | BBB   |
| Bavière                                                                 | 25 (Basse-Bavière-Haut-Palatinat) | Hans Eder                                                          |       | BBB   |
| Bavière                                                                 | 26 (Franconie)                    | Hermann Müller                                                     |       | SPD   |
| Bavière                                                                 | 26 (Franconie)                    | Johann Vogel                                                       |       | SPD   |
| Bavière                                                                 | 26 (Franconie)                    | Josef Simon                                                        |       | SPD   |
| Bavière                                                                 | 26 (Franconie)                    | Friedrich Puchta                                                   |       | SPD   |
| Bavière                                                                 | 26 (Franconie)                    | Hans Seidel                                                        |       | SPD   |
| Bavière                                                                 | 26 (Franconie)                    | Georg Bachmann                                                     |       | DNVP  |
| Bavière                                                                 | 26 (Franconie)                    | Hermann Strathmann                                                 |       | DNVP  |
| Bavière                                                                 | 26 (Franconie)                    | Curt Wilhelm Fromm                                                 |       | DNVP  |
| Bavière                                                                 | 26 (Franconie)                    | Hans Sachs                                                         |       | DNVP  |
| Bavière                                                                 | 26 (Franconie)                    | Johann Meyer                                                       |       | KPD   |
| Bavière                                                                 | 26 (Franconie)                    | Georg Sparrer                                                      |       | DDP   |
| Bavière                                                                 | 26 (Franconie)                    | Johann Leicht                                                      |       | BVP   |
| Bavière                                                                 | 26 (Franconie)                    | Franz Herbert                                                      |       | BVP   |
| Bavière                                                                 | 26 (Franconie)                    | Karl Troßmann                                                      |       | BVP   |
| Bavière                                                                 | 26 (Franconie)                    | Franz Schmitt                                                      |       | BVP   |
| Bavière                                                                 | 26 (Franconie)                    | Alois Albert                                                       |       | BVP   |
| Bavière                                                                 | 26 (Franconie)                    | Karl Pallmann                                                      |       | WP    |
| Bavière                                                                 | 26 (Franconie)                    | Franz von Epp                                                      |       | NSDAP |
| Bavière                                                                 | 26 (Franconie)                    | Gregor Strasser                                                    |       | NSDAP |
| Bavière                                                                 | 27 (Palatinat)                    | Johannes Hoffmann                                                  |       | SPD   |
| Bavière                                                                 | 27 (Palatinat)                    | Gerhard Jacobshagen                                                |       | SPD   |
| Bavière                                                                 | 27 (Palatinat)                    | Michael Bayersdörfer                                               |       | BVP   |
| Bavière                                                                 | 27 (Palatinat)                    | Heinrich Janson                                                    |       | DVP   |
| État libre de Saxe                                                      | 28 (Dresde-Bautzen)               | Hermann Fleißner                                                   |       | SPD   |
| État libre de Saxe                                                      | 28 (Dresde-Bautzen)               | Tony Sender                                                        |       | SPD   |
| État libre de Saxe                                                      | 28 (Dresde-Bautzen)               | Richard Schmidt                                                    |       | SPD   |
| État libre de Saxe                                                      | 28 (Dresde-Bautzen)               | Hermann Krätzig                                                    |       | SPD   |
| État libre de Saxe                                                      | 28 (Dresde-Bautzen)               | Johannes Schirmer                                                  |       | SPD   |
| État libre de Saxe                                                      | 28 (Dresde-Bautzen)               | Arthu Arzt                                                         |       | SPD   |
| État libre de Saxe                                                      | 28 (Dresde-Bautzen)               | Anna Margarete Stegmann                                            |       | SPD   |
| État libre de Saxe                                                      | 28 (Dresde-Bautzen)               | Paul Bang                                                          |       | DNVP  |
| État libre de Saxe                                                      | 28 (Dresde-Bautzen)               | Georg Hartmann                                                     |       | DNVP  |
| État libre de Saxe                                                      | 28 (Dresde-Bautzen)               | Rudolph Schneider                                                  |       | DVP   |
| État libre de Saxe                                                      | 28 (Dresde-Bautzen)               | Doris Hertwig-Bünger                                               |       | DVP   |
| État libre de Saxe                                                      | 28 (Dresde-Bautzen)               | Siegfried Rädel                                                    |       | KPD   |
| État libre de Saxe                                                      | 28 (Dresde-Bautzen)               | Wilhelm Külz                                                       |       | DDP   |
| État libre de Saxe                                                      | 28 (Dresde-Bautzen)               | Oskar Beier                                                        |       | WP    |
| État libre de Saxe                                                      | 28 (Dresde-Bautzen)               | Alwin Domsch                                                       |       | SLV   |
| État libre de Saxe                                                      | 29 (Leipzig)                      | Richard Lipinski                                                   |       | SPD   |
| État libre de Saxe                                                      | 29 (Leipzig)                      | Hugo Saupe                                                         |       | SPD   |
| État libre de Saxe                                                      | 29 (Leipzig)                      | Anna Siemsen                                                       |       | SPD   |
| État libre de Saxe                                                      | 29 (Leipzig)                      | Georg Engelbert Graf                                               |       | SPD   |
| État libre de Saxe                                                      | 29 (Leipzig)                      | Otto Hoetzsch                                                      |       | DNVP  |
| État libre de Saxe                                                      | 29 (Leipzig)                      | Johannes Wunderlich                                                |       | DVP   |
| État libre de Saxe                                                      | 29 (Leipzig)                      | Georg Schumann                                                     |       | KPD   |
| État libre de Saxe                                                      | 29 (Leipzig)                      | Paul Frölich                                                       |       | KPD   |
| État libre de Saxe                                                      | 29 (Leipzig)                      | Gustav Schneider                                                   |       | DDP   |
| État libre de Saxe                                                      | 29 (Leipzig)                      | Karl Lauterbach                                                    |       | WP    |
| État libre de Saxe                                                      | 29 (Leipzig)                      | Albrecht Philipp                                                   |       | SLV   |
| État libre de Saxe                                                      | 30 (Chemnitz-Zwickau)             | Heinrich Ströbel                                                   |       | SPD   |
| État libre de Saxe                                                      | 30 (Chemnitz-Zwickau)             | Max Seydewitz                                                      |       | SPD   |
| État libre de Saxe                                                      | 30 (Chemnitz-Zwickau)             | Bernhard Kuhnt                                                     |       | SPD   |
| État libre de Saxe                                                      | 30 (Chemnitz-Zwickau)             | Paul Levi                                                          |       | SPD   |
| État libre de Saxe                                                      | 30 (Chemnitz-Zwickau)             | Daniel Stücklen                                                    |       | SPD   |
| État libre de Saxe                                                      | 30 (Chemnitz-Zwickau)             | Walther Rademacher                                                 |       | DNVP  |
| État libre de Saxe                                                      | 30 (Chemnitz-Zwickau)             | Franz Brüninghaus                                                  |       | DVP   |
| État libre de Saxe                                                      | 30 (Chemnitz-Zwickau)             | Adolf Findeisen                                                    |       | DVP   |
| État libre de Saxe                                                      | 30 (Chemnitz-Zwickau)             | Ernst Schneller                                                    |       | KPD   |
| État libre de Saxe                                                      | 30 (Chemnitz-Zwickau)             | Paul Bertz                                                         |       | KPD   |
| État libre de Saxe                                                      | 30 (Chemnitz-Zwickau)             | Ernst Lucke                                                        |       | WP    |
| État libre de Saxe                                                      | 30 (Chemnitz-Zwickau)             | Gottfried Feder                                                    |       | NSDAP |
| État libre de Saxe                                                      | 30 (Chemnitz-Zwickau)             | Adolf Lobe                                                         |       | VRP   |
| État libre populaire de Wurtemberg                                      | 31 (Wurtemberg)                   | Wilhelm Keil                                                       |       | SPD   |
| État libre populaire de Wurtemberg                                      | 31 (Wurtemberg)                   | Karl Hildenbrand                                                   |       | SPD   |
| État libre populaire de Wurtemberg                                      | 31 (Wurtemberg)                   | Erich Roßmann                                                      |       | SPD   |
| État libre populaire de Wurtemberg                                      | 31 (Wurtemberg)                   | Alexander Schlicke                                                 |       | SPD   |
| État libre populaire de Wurtemberg                                      | 31 (Wurtemberg)                   | Wilhelm Bazille                                                    |       | DNVP  |
| État libre populaire de Wurtemberg                                      | 31 (Wurtemberg)                   | Wilhelm Vogt                                                       |       | DNVP  |
| État libre populaire de Wurtemberg                                      | 31 (Wurtemberg)                   | Wilhelm Dingler                                                    |       | DNVP  |
| État libre populaire de Wurtemberg                                      | 31 (Wurtemberg)                   | Heinrich Haag                                                      |       | DNVP  |
| État libre populaire de Wurtemberg                                      | 31 (Wurtemberg)                   | Eugen Bolz                                                         |       | ZEN   |
| État libre populaire de Wurtemberg                                      | 31 (Wurtemberg)                   | Josef Andre                                                        |       | ZEN   |
| État libre populaire de Wurtemberg                                      | 31 (Wurtemberg)                   | Franz Feilmayr                                                     |       | ZEN   |
| État libre populaire de Wurtemberg                                      | 31 (Wurtemberg)                   | Theodor Bickes                                                     |       | DVP   |
| État libre populaire de Wurtemberg                                      | 31 (Wurtemberg)                   | Clara Zetkin                                                       |       | KPD   |
| État libre populaire de Wurtemberg                                      | 31 (Wurtemberg)                   | Philipp Wieland                                                    |       | DDP   |
| République de Bade                                                      | 32 (Bade)                         | Georg Schöpflin                                                    |       | SPD   |
| République de Bade                                                      | 32 (Bade)                         | Stefan Meier                                                       |       | SPD   |
| République de Bade                                                      | 32 (Bade)                         | Adam Remmele                                                       |       | SPD   |
| République de Bade                                                      | 32 (Bade)                         | Alfred Hanemann                                                    |       | DNVP  |
| République de Bade                                                      | 32 (Bade)                         | Heinrich Köhler                                                    |       | ZEN   |
| République de Bade                                                      | 32 (Bade)                         | Carl Diez                                                          |       | ZEN   |
| République de Bade                                                      | 32 (Bade)                         | Joseph Ersing                                                      |       | ZEN   |
| République de Bade                                                      | 32 (Bade)                         | Ernst Föhr                                                         |       | ZEN   |
| République de Bade                                                      | 32 (Bade)                         | Anton Damm                                                         |       | ZEN   |
| République de Bade                                                      | 32 (Bade)                         | Julius Curtius                                                     |       | DVP   |
| République de Bade                                                      | 32 (Bade)                         | Paul Schreck                                                       |       | KPD   |
| République de Bade                                                      | 32 (Bade)                         | Hermann Dietrich                                                   |       | DDP   |
| État populaire de Hesse                                                 | 33 (Hesse-Darmstadt)              | Carl Ulrich                                                        |       | SPD   |
| État populaire de Hesse                                                 | 33 (Hesse-Darmstadt)              | Eduard David                                                       |       | SPD   |
| État populaire de Hesse                                                 | 33 (Hesse-Darmstadt)              | Ludwig Quessel                                                     |       | SPD   |
| État populaire de Hesse                                                 | 33 (Hesse-Darmstadt)              | Fritz Bockius                                                      |       | ZEN   |
| État populaire de Hesse                                                 | 33 (Hesse-Darmstadt)              | Eduard Dingeldey                                                   |       | DVP   |
| État populaire de Hesse                                                 | 33 (Hesse-Darmstadt)              | Hermann Remmele                                                    |       | KPD   |
| État populaire de Hesse                                                 | 33 (Hesse-Darmstadt)              | Wilhelm Dorsch                                                     |       | CNBL  |
| Hambourg                                                                | 34 (Hambourg)                     | Peter Graßmann                                                     |       | SPD   |
| Hambourg                                                                | 34 (Hambourg)                     | Johanne Reitze                                                     |       | SPD   |
| Hambourg                                                                | 34 (Hambourg)                     | Adolf Biedermann                                                   |       | SPD   |
| Hambourg                                                                | 34 (Hambourg)                     | Paul Bergmann                                                      |       | SPD   |
| Hambourg                                                                | 34 (Hambourg)                     | Gottfried Gok                                                      |       | DNVP  |
| Hambourg                                                                | 34 (Hambourg)                     | Walther Dauch                                                      |       | DVP   |
| Hambourg                                                                | 34 (Hambourg)                     | Ernst Thälmann                                                     |       | KPD   |
| Hambourg                                                                | 34 (Hambourg)                     | Johannes Büll                                                      |       | DDP   |
| État libre de Mecklembourg-Schwerin État libre de Mecklembourg-Strelitz | 35 (Mecklembourg)                 | Wilhelm Kröger                                                     |       | SPD   |
| État libre de Mecklembourg-Schwerin État libre de Mecklembourg-Strelitz | 35 (Mecklembourg)                 | Julius Leber                                                       |       | SPD   |
| État libre de Mecklembourg-Schwerin État libre de Mecklembourg-Strelitz | 35 (Mecklembourg)                 | Wilhelmine Kurfürst                                                |       | SPD   |
| État libre de Mecklembourg-Schwerin État libre de Mecklembourg-Strelitz | 35 (Mecklembourg)                 | Friedrich Everling                                                 |       | DNVP  |
| Liste                                                                   | /                                 | Rudolf Hilferding                                                  |       | SPD   |
| Liste                                                                   | /                                 | Otto Landsberg                                                     |       | SPD   |
| Liste                                                                   | /                                 | Wilhelm Dittmann                                                   |       | SPD   |
| Liste                                                                   | /                                 | Willy Steinkopf                                                    |       | SPD   |
| Liste                                                                   | /                                 | Friedrich Stampfer                                                 |       | SPD   |
| Liste                                                                   | /                                 | Heinrich Schulz                                                    |       | SPD   |
| Liste                                                                   | /                                 | Ludwig Marum                                                       |       | SPD   |
| Liste                                                                   | /                                 | Franz Scheffel                                                     |       | SPD   |
| Liste                                                                   | /                                 | Fritz Tarnow                                                       |       | SPD   |
| Liste                                                                   | /                                 | Paula Müller-Otfried                                               |       | DNVP  |
| Liste                                                                   | /                                 | Walther Lambach                                                    |       | DNVP  |
| Liste                                                                   | /                                 | Hans von Goldacker                                                 |       | DNVP  |
| Liste                                                                   | /                                 | Emil Hartwig                                                       |       | DNVP  |
| Liste                                                                   | /                                 | Heinrich Lind                                                      |       | DNVP  |
| Liste                                                                   | /                                 | Franz Biener                                                       |       | DNVP  |
| Liste                                                                   | /                                 | Moritz Klönne                                                      |       | DNVP  |
| Liste                                                                   | /                                 | Reinhold Quaatz                                                    |       | DNVP  |
| Liste                                                                   | /                                 | Johann Jacob Haßlacher                                             |       | DNVP  |
| Liste                                                                   | /                                 | Martin Spahn                                                       |       | DNVP  |
| Liste                                                                   | /                                 | Joseph Wirth                                                       |       | ZEN   |
| Liste                                                                   | /                                 | Florian Klöckner                                                   |       | ZEN   |
| Liste                                                                   | /                                 | Hermann Hofmann                                                    |       | ZEN   |
| Liste                                                                   | /                                 | Clemens Lammers                                                    |       | ZEN   |
| Liste                                                                   | /                                 | Joseph Heß                                                         |       | ZEN   |
| Liste                                                                   | /                                 | August Wegmann                                                     |       | ZEN   |
| Liste                                                                   | /                                 | Gustav Stresemann                                                  |       | DVP   |
| Liste                                                                   | /                                 | Wilhelm Kahl                                                       |       | DVP   |
| Liste                                                                   | /                                 | Elsa Matz                                                          |       | DVP   |
| Liste                                                                   | /                                 | Otto Thiel                                                         |       | DVP   |
| Liste                                                                   | /                                 | Johann Becker                                                      |       | DVP   |
| Liste                                                                   | /                                 | Adolf Kempkes                                                      |       | DVP   |
| Liste                                                                   | /                                 | Albrecht Morath                                                    |       | DVP   |
| Liste                                                                   | /                                 | Albert Zapf                                                        |       | DVP   |
| Liste                                                                   | /                                 | Eugen Köngeter                                                     |       | DVP   |
| Liste                                                                   | /                                 | Ernst Putz                                                         |       | KPD   |
| Liste                                                                   | /                                 | Conrad Blenkle                                                     |       | KPD   |
| Liste                                                                   | /                                 | Edwin Hoernle                                                      |       | KPD   |
| Liste                                                                   | /                                 | Willy Leow                                                         |       | KPD   |
| Liste                                                                   | /                                 | Eduard Ludwig Alexander                                            |       | KPD   |
| Liste                                                                   | /                                 | Hans Kippenberger                                                  |       | KPD   |
| Liste                                                                   | /                                 | Gertrud Bäumer                                                     |       | DDP   |
| Liste                                                                   | /                                 | Anton Erkelenz                                                     |       | DDP   |
| Liste                                                                   | /                                 | Hermann Fischer                                                    |       | DDP   |
| Liste                                                                   | /                                 | Willy Hellpach                                                     |       | DDP   |
| Liste                                                                   | /                                 | Otto Schuldt                                                       |       | DDP   |
| Liste                                                                   | /                                 | Bernhard Dernburg                                                  |       | DDP   |
| Liste                                                                   | /                                 | Marie-Elisabeth Lüders                                             |       | DDP   |
| Liste                                                                   | /                                 | Ernst Lemmer                                                       |       | DDP   |
| Liste                                                                   | /                                 | Otto Fischbeck                                                     |       | DDP   |
| Liste                                                                   | /                                 | Thusnelda Lang-Brumann                                             |       | BVP   |
| Liste                                                                   | /                                 | Hermann Drewitz                                                    |       | WP    |
| Liste                                                                   | /                                 | Emil Köster                                                        |       | WP    |
| Liste                                                                   | /                                 | Franz Jörissen                                                     |       | WP    |
| Liste                                                                   | /                                 | Fritz Borrmann                                                     |       | WP    |
| Liste                                                                   | /                                 | Jacob Ludwig Mollath                                               |       | WP    |
| Liste                                                                   | /                                 | Otto Strauß                                                        |       | WP    |
| Liste                                                                   | /                                 | Artur Petzold                                                      |       | WP    |
| Liste                                                                   | /                                 | Wilhelm Siegfried                                                  |       | WP    |
| Liste                                                                   | /                                 | Hans Hetzel                                                        |       | WP    |
| Liste                                                                   | /                                 | Wilhelm Frick                                                      |       | NSDAP |
| Liste                                                                   | /                                 | Ernst Graf zu Reventlow                                            |       | NSDAP |
| Liste                                                                   | /                                 | Joseph Goebbels                                                    |       | NSDAP |
| Liste                                                                   | /                                 | Hermann Göring                                                     |       | NSDAP |
| Liste                                                                   | /                                 | Josef Wagner                                                       |       | NSDAP |
| Liste                                                                   | /                                 | Wilhelm Dreher                                                     |       | NSDAP |
| Liste                                                                   | /                                 | Anton Fehr                                                         |       | DBP   |
| Liste                                                                   | /                                 | August Hillebrand                                                  |       | DBP   |
| Liste                                                                   | /                                 | Andreas Kerschbaum                                                 |       | DBP   |
| Liste                                                                   | /                                 | Heinrich von Sybel                                                 |       | CNBL  |
| Liste                                                                   | /                                 | Heinrich Meyer                                                     |       | DHP   |
| Liste                                                                   | /                                 | Albrecht Wendhausen                                                |       | CNBL  |
| Liste                                                                   | /                                 | Hermann Julier                                                     |       | CNBL  |
| Liste                                                                   | /                                 | Robert Bauer                                                       |       | CNBL  |
| Liste                                                                   | /                                 | Georg Best                                                         |       | VRP   |